# Abdul Hamid II.
Abdul Hamid II. (21. rujna 1842. – 10. veljače 1918.), osmanski sultan.

## Životopis
Abdul Hamid II. (arapski: عبد الحميد الثاني) sultanom postaje 31. kolovoza 1876. godine poslije smjene mentalno nesposobnog brata Murata V., a naslijedio je financijski bankrotiranu državu kojoj prijeti pobuna u Bosni i Hercegovini potpomognuta od Srbije, Crne Gore i Rusije. Rat koji počinje sljedeću godinu je totalna katastrofa. Mirovnim sporazumom koji je dogovoren na Berlinskom kongresu, Rumunjska postaje u stvarnosti nezavisna. Srbija dobiva Niš i potvrdu nezavisnosti, a slično prolazi i Crna Gora. Bosna i Hercegovina postaje osmanski teritorij pod okupacijom Austrije. Za poslove posredovanja pri sklapanju ovog sporazuma Velika Britanija zahtjeva i dobiva Cipar. Sudbinu sličnu Bosni uskoro dobiva i Egipat koji je također još uvijek formalno teritorij Turske, ali od 1882. godine pod Britanskom okupacijom.
Zanimljiv događaj na Balkanu se događa 1885. godine kada Bugarska i formalno proglašava nezavisnost. Turska u nemogućnosti reagiranja ništa ne poduzima dok Srbija objavljuje rat novonastaloj državnoj tvorevini. Posljedica tog rata je totalni srpski poraz. Samo strah od nastanka slavenskog carstva spašava Srbiju kada Austrija uputi ultimatum Bugarskoj. Nemogućnost proširenja na zapad rezultira Bugarskim širenjem na jug 1899. godine kada joj se priključuje istočna Rumelija. Dvije godine ranije Grčka uz podršku zapadnih sila vrši aneksiju turske Krete.
Ti stalni gubici teritorija koju su podržavale Rusija, Velika Britanija i Francuska rezultira odlukom Abdul Hamida II. da veže sudbinu svoje države s Njemačkom, a takvu politiku neće napuštati sve do kraja Osmanskog carstva.
Gledajući razdoblje XIX. stoljeća odluka ovog sultana da odbije oprost polovice državnog duga u zamjenu za dopuštenje Židovima da se nasele u Palestini zvuči nevažno, ali gledajući tu odluku sto godina kasnije svima je jasna.
Nezadovoljstvo općom državnom situacijom dovodi do njegovog svrgavanja 27. travnja 1909. godine. Naslijedio ga je brat Mehmed V. koji će državu uvesti u Prvi svjetski rat.
Nakon svrgavanja do Balkanskih ratova on živi u Solunu nakon čega se zbog straha od neprijateljskog zarobljavanja preseljava u Istanbul.
| Prethodnik: | Vladar Osmanskog Carstva (1876. – 1909.) | Nasljednik: |
| Murat V.    | Vladar Osmanskog Carstva (1876. – 1909.) | Mehmed V.   |